# Nacerdes
Nacerdes — род жуков-узкокрылок.

## Распространение
В России встречается один вид.

## Описание
Тело жуков от полууплощённого до умеренно-выпуклого, обычно отчасти рыжее. Жвалы (мандибулы) имеют раздвоенную вершину. Последний членик челюстных щупиков довольно узкий и секировидный. Расстояние между основанием усиков чуть меньше, чем между глазами. Глаза явственно выемчатые. Переднеспинка более или менее сердцевидная. Надкрылья часто с явственными жилками. Передние голени с одной вершинной шпорой. Тегмен более или менее слабо выемчатый на вершине, не имеет опушения.

## Перечень видов
В состав рода входят:
- Nacerdes aurosa Fairmaire, 1864
- Nacerdes bicoloripes (Pic, 1930)
- Nacerdes brancucci Švihla, 1983
- Nacerdes brevipennis Fairmaire, 1875
- Nacerdes densatus Pic, 1923
- Nacerdes latenigra (Pic, 1922)
- Nacerdes melanura (Linnaeus, 1758)
- Nacerdes nigrifrons Fairmaire, 1868
- Nacerdes saundersi Reed, 1873
- Nacerdes schatzmayri (Wagner, 1928)
- Nacerdes wardi (Švihla, 1987)